# (136617) 1994 CC
(136617) 1994 CC は、アポロ群の小惑星。1994年にキットピーク天文台のスペースウォッチ・プログラムで、ジェイムズ・スコッティによって発見された。
2009年6月10日に、1994 CC は地球から252万kmにまで接近した。その直後の6月12日と14日に、ジェット推進研究所のマリナ・ブロゾヴィックとランス・ベンナーに率いられた科学者チームがゴールドストーン天文台のレーダーで観測を行い、2個の衛星を発見した。それまでこの小惑星について科学者たちが知っていたことは非常に少なかったが、これによって三重系であることがわかった2個目の地球近傍小惑星となった。なお、2009年までにレーダー観測が行われた地球近傍小惑星のうち、三重系だったのはわずか1パーセントである。
ゴールドストーン天文台のチームと、アレシボ天文台のマイク・ノーランに率いられたチームの観測によって、1994 CC の主星と2つの衛星のおよその大きさはわかっており、観測データを組み合わせることによってさらに軌道や物理学的な特性についても研究されることになっている。
1994 CC が次に地球から250万km以内を通過するのは2074年である。

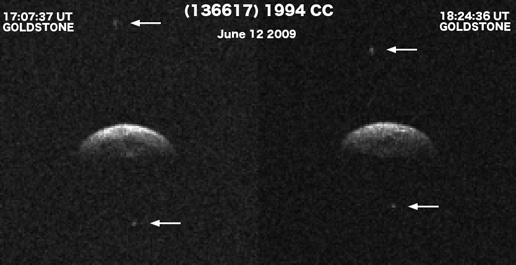
1994 CC の衛星が移動している様子

| 名前              | 名前              | 直径 (m) | 軌道 傾斜角 （度） | 離心率 | 軌道 半長径 (km) | 公転 周期 （時間） |
| ----------------- | ----------------- | -------- | ------------------ | ------ | ---------------- | ------------------ |
| S/2009 (136617) 1 | S/2009 (136617) 1 | 50       | ?                  | ?      | 0.5              | ~5?                |
| S/2009 (136617) 2 | S/2009 (136617) 2 | 100      | ?                  | ?      | 1.2              | ~20?               |